# Virginia Ruzici
Virginia Ruzici (n. 31 ianuarie 1955, Câmpia Turzii, Cluj, România) este o fostă jucătoare profesionistă de tenis, actuală antrenoare, manager și comentator sportiv din România.

## Biografie
Originară din Câmpia Turzii, a început să practice tenisul de câmp începând cu vârsta de 8 ani, în orașul natal, transferându-se ulterior la clubul Dinamo, unde a fost antrenată de Aurel Segărceanu. A devenit jucătoare profesionistă în 1975. Este absolventă a IEFS București, actuala Universitate de Educație Fizică și Sport, promoția 1979.

## Carieră
În 1972, fiind încă junioară, a câștigat titlul național la senioare în proba de dublu, împreună cu Mariana Simionescu.
În 1978 a fost campioană mondială universitară la dublu, împreună cu Florența Mihai, iar în 1981, la Universiadă.
Virginia Ruzici a câștigat 14 titluri la simplu în carieră, unul de Grand Slam, la Roland Garros (Paris) în 1978. În acea finală, Virginia a învins-o pe câștigătoarea din 1977, Mima Jaušovec, cu scorul de 6-2, 6-2. În același turneu a câștigat și la dublu cu Mima Jaušovec, și a ajuns în finală la dublu mixt cu francezul Patrice Dominguez, dar au abandonat după primul set din cauza accidentării francezului. În anul 1979 s-a calificat din nou în finala turneului de dublu mixt de la Roland Garros, de data asta alături de Ion Țiriac, fiind învinși de Wendy Turnbull și Bob Hewitt. În anul următor, a ajuns pentru a doua oară în finala turneului de simplu de la Roland Garros, pierzând în fața americancei Chris Evert.
În 1978 a jucat finala de dublu la Wimbledon având-o parteneră pe Mima Jaušovec, finală pierdută în fața cuplului australian Kerry Melville Reid/ Wendy Turnbull.
A mai câștigat opt turnee WTA: Brighton (1978), Kitzbühel (1980 și 1982), Salt Lake City (1980), Monte Carlo (1980), Indianapolis (1980), Detroit (1983) și Bregenz (1985).
S-a retras din activitatea de jucătoare profesionistă în anul 1987, devenind antrenoare de tenis și comentator sportiv. Până în 2022 a fost managerul jucătoarei române Simona Halep și comentator sportiv la postul Eurosport.
Este singura româncă prezentă la în "Tenniseum"- Muzeul Tenisului de la Roland Garros, din Paris- alături de Ilie Năstase și Ion Țiriac. 

## Trofee
De-a lungul carierei, Virginia Ruzici a obținut 12 trofee: South Orange (1975); Palm Harbor (1977); Roland Garros, Kitzbühel, Brighton (1978); Kitzbühel, Salt Lake City (1980); Monte Carlo, Kitzbühel, Indianapolis (1982); Detroit (1983) și Bregenz (1985).